# المسرح الجنوبي (أم قيس)
المسرح الجنوبي (والأدق تسميته المسرح الغربي وليس المسرح الجنوبي) هو من أهم الآثار المتبقية من مخلفات الحضارة الرومانية في أم قيس بالأردن، وهو يقع عند النهاية الجنوبية الغربية لتلة الأكروبول وقد تم الانتهاء من بنائه في القرن الثاني الميلادي. وقد استخدم في بنائه الحجارة البازلتية الصلبة وهو صغير بالمقارنة بالمسرح الشمالي، حيث أنه يتسع لثلاثة آلاف شخص وقد عثر أثناء التنقيب بهذا المسرح على تمثال من الرخام الأبيض بحجم أكبر من الحجم الطبيعي للإلهة تايكي إلهة الحظ والسعادة عند اليونان والرومان، وهي تظهر جالسة على عرشها وتحمل بيدها اليسرى قرن الرخا دليلا على ازدهار المدينة.